# Peter Arntz
Peter Arntz (Ubbergen, 5 febbraio 1953) è un ex calciatore olandese, di ruolo centrocampista.

## Palmarès

### Club

#### Competizioni nazionali
- Campionato olandese: 1

AZ Alkmaar: 1980-1981
- Coppa dei Paesi Bassi: 3

AZ Alkmaar: 1977-1978, 1980-1981, 1981-1982